# Trêve des confiseurs
Pour les articles homonymes, voir Trêve.
La trêve des confiseurs est, en France, une appellation de la période entre Noël et le jour de l'an, période généralement passée au repos.

## Trêve des confiseurs
L'expression est apparue en France vers 1875, à l'occasion des vifs débats, à la Chambre, entre monarchistes, bonapartistes et républicains, sur la future constitution de la Troisième République. En décembre 1874, « d'un commun accord, tous les groupes de la Chambre jugèrent que l'époque du renouvellement de l'année était peu propice à des débats passionnés. À cette occasion la presse satirique imagine le mot de « trêve des confiseurs » (Jules Lermina, Fondation de la République française, 1882).

« Aux approches de Noël, par une sorte d'accord entre les parlementaires, on ne soulève pas de questions irritantes, qui, troublant l'esprit public, nuiraient aux affaires. Et même, afin de mieux vivre en paix, on se sépare, on se donne des vacances. Donc, point d'aigres propos et pendant cette accalmie, les marchands de sucreries, de gâteaux, de friandises, font, tout doucement, leur petit commerce. Les confiseurs jubilent, profitant de la suspension des hostilités à la Chambre, et cette tranquillité dont ils bénéficient s'est appelée la trêve des confiseurs. »

— T. Pavot, L'Intermédiaire des chercheurs et curieux, questions et réponses, communications diverses à l'usage de tous, littérateurs et gens du monde, artistes, bibliophiles, archéologues, généalogistes, etc., volume 38, 20 septembre 1898.

## Usage
L'expression est utilisée pour décrire la trêve hivernale, en politique, traditionnellement suivie en France, depuis 1875, par la Chambre des députés (devenue Assemblée nationale après 1946) et le Sénat. L'expression « trêve des confiseurs » est également utilisée pour désigner l'accalmie traditionnelle de fin d'année sur les marchés boursiers, ainsi que la pause sur les terrains de football. 